# Obléhání Paříže (1870–1871)
Obléhání Paříže v letech 1870–1871 byla závěrečná fáze prusko-francouzské války. Obléhání začalo 17. září 1870 a skončilo 26. ledna 1871 dobytím města pruskými vojsky.

## Předcházející události
Po kapitulaci u Sedanu postupovala pruská armáda a její spojenci na sever Francie se záměrem dobýt Paříž. Do hlavního města dorazila tato zpráva odpoledne 3. září. Během nočního zasedání Národního shromáždění předložil poslanec Jules Favre návrh na sesazení Napoleona III. Rozhodnutí bylo odloženo na další den. Dne 4. září pronikl dav a Národní garda do Bourbonského paláce a požadovali sesazení panovníka. Císařovna Evženie a předseda vlády Charles Cousin-Montauban uprchli do exilu. Na pařížské radnici vznikla vláda národní obrany (Gouvernement de la Défense nationale) a do jejího čela se postavil generál Louis Jules Trochu. Byla vyhlášena republika.
Během následujících dnů pruské jednotky a jejich spojenci pokračovaly v postupu Francií bez velkého odporu. Vláda se rozhodla zůstat v Paříži. Dne 15. září byl Adolphe Thiers vyslán na misi do evropských hlavních měst, aby hledal podporu, která se však ukázala marná.

## Výchozí pozice
V roce 1840 začala stavba rozsáhlého městského opevnění. Městské hradby tvořila nepřerušovaná zeď s bránami, 94 bastiony a příkopem. Obrana Paříže byla doplněna soustavou 16 pevností kolem Paříže:
- na severu pevnosti Briche, Double Couronne a Est kolem Saint-Denis
- na východě Aubervilliers, Romainville, Noisy, Rosny, Nogent a Vincennes
- na jihu Charenton, Ivry, Bicêtre, Montrouge, Vanves, Issy
- na západě Mont Valérien

Obrana Paříže měla k dispozici asi 220 000 mužů, ovšem velmi odlišné bojové hodnoty. Na jedné straně 80 000 vojáků 34. a 35. pluku, dále 14 000 námořníků a 20 000 mužů speciálních oddílů (četnictvo, celníci apod.).
Na druhé straně Národní garda v počtu 100 000 mužů slabě vyzbrojených a nedostatečně vycvičených. 266 praporů národní gardy dosáhlo až 300 000 mužů (měšťané a dělníci) bez praxe a schopností. Celkem bylo v Paříži přes 400 000 mužů, kteří mohli bránit Paříž, ale jen necelá čtvrtina z nich měla vojenský výcvik.
Paříž oblehly dvě německé armády a čekaly na posily. Zpočátku Němci měli 150 000 vojáků, ale jejich počet se postupně zvyšoval po uvolňování vojsk v jiných oblastech (Mety, Toul, Štrasburk) až na 400 000 mužů. Těžké dělostřelectvo dorazilo až koncem listopadu poté, co se železnice dostala pod německou kontrolu. Kancléř Bismarck a maršál Moltke se rozhodli neposílat své vojáky do pouličních bojů a spoléhali na to, že hlad dožene Paříž ke kapitulaci. Německé velitelství se usadilo ve Versailles.

## Průběh
Dne 17. září dorazila od Charleville-Mézières pruská armáda ve dvou skupinách k Paříži. První část překročila Seinu u Villeneuve-Saint-Georges a Corbeil, druhá dorazila přes Écouen a Pontoise. Do 18. září odpoledne byla Paříž obklíčená ze všech stran bez možnosti pozemní komunikace s okolím.
Dne 19. září se francouzské jednotky snažily vyhnout obklíčení udržením obranných pozic v Clamartu a Châtillonu, ale po útoku 5. pruského sboru Francouzi ustoupili. Obklopení Paříže a dobytí okolních pevností bylo dokončeno večer 19. září. Nepřátelské armády se nacházely v okruhu 10 až 12 kilometrů a kordon byl dlouhý přes sto kilometrů.

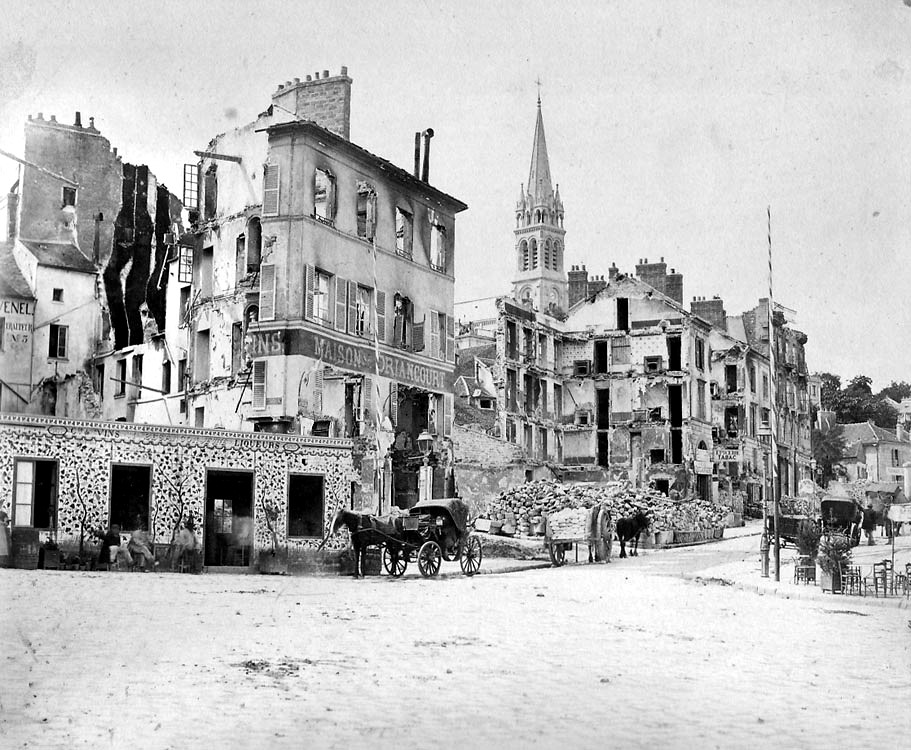
Saint-Cloud zničené dělostřeleckým bombardováním během bitvy u Châtillonu

Dne 7. října Léon Gambetta opustil Paříž na palubě horkovzdušného balónu a připojil se k vládě v Tours. 9. října probíhaly boje u La Malmaison a Chevilly. 13. října se odehrála druhá bitva u Chatillonu (útok mezi Clamart a Bagneux k získání náhorní plošiny Clamart), boje v Fontenay-aux-Roses a Clamart. Bombardování Saint-Cloud kanóny z Mont Valérien, při kterém vyhořelo město a byl zcela zničen tamní zámek.
Dne 21. října byla první bitva u Buzenvalu. Během tohoto průlomu se dostali francouzští vojáci do lesa Saint-Cucufa a do La Malmaison. Němci uvažovali o stáhnutí velení z Versailles, ale následná pruská protiofenzíva vytlačila Francouze zpět.
Ve dnech 28.–30. října proběhla první bitva u Le Bourget. Po počátečním úspěchu byli francouzští vojáci obklíčeni v Le Bourget a poslední vojáci byli přemoženi v kostele 30. října ve 11:30 po nedostatku munice. Téhož odjel Adolphe Thiers do Paříže s pruskými podmínkami, aby diskutoval o podmínkách příměří. Dne 31. října proběhl první pokus o vyhlášení Komuny.
Od 30. listopadu do 3. prosince probíhala bitva u Champigny, jednalo se o pokus prorazit obklíčení na východě u Marny a spojit se s armádou ve Fontainebleau. Tento průlom se nezdařil.
21. prosince proběhly boje u Stains ve druhé bitvě u Le Bourget. 27. prosince začalo bombardování pevností a města, nejprve na východě, pak na jihu. Město bylo systematicky bombardováno až do ledna. 5. ledna dopadaly granáty na hřbitov Montparnasse a čtvrť Luxembourg, v noci z 5. na 6. ledna proběhlo bombardování oblasti Pantheonu, Val-de-Grâce a Latinské čtvrti. V noci ze 6. na 7. ledna byla zasažena čtvrť Grenelle a oblast kolem Observatoře. Dne 7. ledna byl cílem viadukt Auteuil. Dne 9. ledna padlo kolem Lucemburských zahrad na 500 granátů. 12. ledna byla navzdory Ženevským konvencím ostřelována nemocnice Salpêtrière. Mezi 5. a 18. lednem byly pevnosti Montrouge, Vanves a Issy prakticky zničeny, hlavní město bylo poškozena hlavně na levém břehu.
Dne 19. ledna proběhly poslední pokusy o průlom: druhá bitva u Buzenvalu a bitva u Montretout.
Dne 26. ledna byla podepsána dohoda o příměří a ukončení bojů.

## Konec obléhání

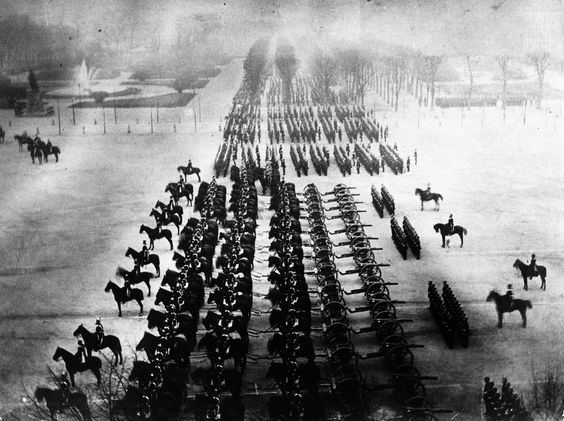
Pruská vojenská přehlídka v Paříži, březen 1871

Po podpisu a příměří dne 26. ledna 1871 ve 20:40 pokračovala mírová jednání i v únoru. Německá armáda získala od Thierse povolení k symbolickému obsazení Avenue des Champs-Élysées od 1. do 3. března. Národní shromáždění se přestěhovalo do Versailles, aby se vyhnulo nátlaku nespokojených Pařížanů. Neuspokojivá situace ve městě vedla následně až k povstání a vyhlášení Pařížské komuny.